# Vazuza
Vjazma (rusky Вазуза) je řeka ve Smolenské a ve Tverské oblasti v Rusku. Je 162 km dlouhá. Povodí má rozlohu 7120 km².

## Průběh toku
Pramení na severních svazích Smolenské vysočiny. Na horním toku teče v široké dolině. U města Syčjovka řeka vtéká do vápencové oblasti, říční údolí se zužuje a místy se vyskytují peřeje. Ústí zprava do Volhy.

## Vodní režim
Zdrojem vody jsou sněhové a dešťové srážky. Zamrzá v listopadu a rozmrzá na začátku dubna.

## Využití
Při ústí leží město Zubcov.

## Historie
Ve středověku řeka představovala část vodní cesty, která za pomocí úseků vlečení lodí spojovala povodí Volhy, Oky a Dněpru.